# Noée Abita
Pour les articles homonymes, voir Noé.
Noée Abita, née le 18 mars 1999 à Paris, est une actrice française.

## Biographie
Noée Abita naît le 18 mars 1999 à Paris. Très jeune, elle rêve de devenir actrice,.
En 2016, alors qu'elle a dix-sept ans, elle se présente à une agence artistique en compagnie d'une amie,. Elle fait alors la rencontre de Léa Mysius qui cherche une jeune actrice pour le rôle-titre de son premier long métrage, Ava. Noée Abita se reconnaît dans le personnage, à cause de son caractère et de ses problèmes ophtalmiques,. Le film est présenté au Festival de Cannes 2017 lors de la Semaine de la critique,,. Pour ce rôle, elle fait partie de la présélection « Révélation » pour le César du meilleur espoir féminin 2018.
Après le tournage d'Ava, elle enchaîne avec un rôle secondaire dans Le Grand Bain de Gilles Lellouche puis l'un des rôles principaux dans Genèse de Philippe Lesage. En 2018, elle tourne une série pour Arte, Une île, dans laquelle elle incarne l'un des principaux personnages, Chloé.

## Filmographie
Sauf indication contraire, les informations mentionnées dans cette section peuvent être confirmées par les bases de données cinématographiques IMDb et Allociné,  présentes dans la section « Liens externes ».

### Cinéma

#### Longs métrages
- 2017 : Ava de Léa Mysius : Ava
- 2018 : Le Grand Bain de Gilles Lellouche : Lola
- 2018 : Genèse de Philippe Lesage[7] : Charlotte
- 2019 : Mes jours de gloire d'Antoine de Bary : Léa
- 2020 : Slalom de Charlène Favier : Lyz Lopez
- 2022 : Les Passagers de la nuit de Mikhaël Hers : Talulah
- 2022 : Les Cinq Diables de Léa Mysius : une serveuse (caméo)
- 2022 : Maria rêve de Lauriane Escaffre et Yvonnick Muller : Naomie
- 2023 : Première Affaire de Victoria Musiedlak : Nora
- 2024 : Le Roman de Jim d'Arnaud et Jean-Marie Larrieu : Aurélie
- 2024 : Quell'estate con Irène de Carlo Sironi : Irène
- 2024 : La Récréation de juillet de Pablo Cotten et Joseph Rozé : Louise
- 2024 : Oxana de Charlène Favier : Apolonia
- 2025 : Classe moyenne d'Antony Cordier
- 2025 : Cap Farewell de Vanja d'Alcantara : Toni

#### Courts métrages
- 2018 : Odol Gorri de Charlène Favier[9] : Eva
- 2018 : La Légende de Manon Eyriey : celle qui part
- 2018 : Nobody Likes You as Much as I Do de Jerzy Rose : Stéphanie
- 2018 : Vint la vague de Benjamin Busnel[9] : Mathilde
- 2019 : L'Âge tendre de Julien Gaspar-Oliveri : Diane
- 2020 : Love Hurts d'Elsa Rysto : Sam
- 2020 : Harmony de Céline Gailleurd et Olivier Bohler[10] : Claire
- 2021 : Les Ardents d'Esther Mysius et Camille Rouaud : Mélanie
- 2021 : Entre les rails de Cham Lavant

### Télévision

#### Séries télévisées
- 2019 : Une île de Julien Trousselier (mini-série) : Chloé
- 2025 : Merteuil de Jessica Palud : Madame de Tourvel

### Clip
- 2022 : Faille de SÜEÜR, réalisé par Théo Cholbi : la fille

### Doublage
- 2022 : Saules aveugles, femme endormie de Pierre Földes : la jeune fille

## Distinctions

### Récompenses
- Lumières 2021 : Lumière de la révélation féminine dans Slalom[11]
- Festival international du film de Pékin 2021 : Meilleure actrice pour son rôle dans Slalom[12]

### Nominations
- César 2018 : présélection « Révélation » pour le César du meilleur espoir féminin pour Ava
- César 2022 : Meilleur espoir féminin pour Slalom